# Julien Hirsch
Pour les articles homonymes, voir Hirsch.
Julien Hirsch, né le 1er octobre 1964 à Paris, est un chef opérateur et directeur de la photographie français. Il est récompensé par le César de la meilleure photographie en 2007 pour Lady Chatterley.

## Biographie
Après une formation à l'École Louis-Lumière à Paris, Julien Hirsch fait ses débuts avec Arnaud Desplechin sur le film La Sentinelle en 1992. Le tournant de sa carrière comme directeur de la photographie se fait grâce à son travail sur Éloge de l'amour de Jean-Luc Godard en 2001 puis sa mise en image très remarquée de Novo, réalisé par Jean-Pierre Limosin en 2002. En 2007, il est couronné du César de la meilleure photographie pour Lady Chatterley de Pascale Ferran.

## Filmographie

### En tant qu'assistant opérateur
- 1992 : La Sentinelle, d’Arnaud Desplechin
- 1995 : Haut bas fragile de Jacques Rivette (il y fait également une figuration)
- 1995 : La Fille seule de Benoît Jacquot

### En tant que directeur de la photographie
- 1991 : L'Annonce faite à Marie d'Alain Cuny
- 1997 : Drancy Avenir d'Arnaud des Pallières
- 1998 : Is Dead d'Arnaud des Pallières
- 1998 : Soins et beautés d'Alejandra Rojo
- 1999 : Nocturnes (court métrage) d'Anri Sala
- 1999 : Marée haute de Caroline Champetier
- 1999 : Stop (court métrage) de Rodolphe Marconi
- 2000 : Anywhere Out of the World de Frédérik Bois
- 2000 : L'Origine du XXIe siècle de Jean-Luc Godard
- 2001 : Éloge de l'amour de Jean-Luc Godard
- 2001 : Amour d'enfance de Yves Caumon
- 2002 : Novo de Jean-Pierre Limosin
- 2003 : Motus (téléfilm) de Laurence Ferreira Barbosa
- 2003 : Zéro défaut de Pierre Schoeller
- 2003 : Clandestino de Paule Muxel
- 2004 : Notre musique de Jean-Luc Godard
- 2004 : Adieu de Arnaud des Pallières
- 2004 : Les Temps qui changent, d'André Téchiné
- 2004 : Ordo de Laurence Ferreira Barbosa
- 2006 : Lady Chatterley de Pascale Ferran
- 2006 : Somewhere in Between de Pierre Coulibeuf
- 2007 : Young Yakuza de Jean-Pierre Limosin
- 2007 : Les Témoins d'André Téchiné
- 2008 : Sois sage de Juliette Garcias
- 2008 : Je veux voir de Joana Hadjithomas et Khalil Joreige
- 2008 : Soit je meurs, soit je vais mieux de Laurence Ferreira Barbosa
- 2008 : Versailles de Pierre Schoeller
- 2009 : La Fille du RER d'André Téchiné
- 2009 : Liberté de Tony Gatlif
- 2010 : Au fond des bois de Benoît Jacquot
- 2010 : Cleveland contre Wall Street de Jean-Stéphane Bron
- 2011 : Impardonnables d'André Téchiné
- 2011 : Les Yeux de sa mère de Thierry Klifa
- 2011 : L'Exercice de l'État de Pierre Schoeller
- 2011 : La Guerre des boutons de Yann Samuell
- 2013 : Les Anonymes (téléfilm) de Pierre Schoeller
- 2014 : L'Homme qu'on aimait trop d'André Téchiné
- 2014 : Bird People de Pascale Ferran
- 2014 : Trois Cœurs de Benoît Jacquot
- 2014 : Visite à Hokusai (court métrage) de Jean-Pierre Limosin)
- 2015 : En équilibre de Denis Dercourt
- 2016 : À jamais de Benoît Jacquot
- 2016 : Tout de suite maintenant de Pascal Bonitzer
- 2017 : Nos années folles d'André Téchiné
- 2017 : Tout nous sépare de Thierry Klifa
- 2018 : Eva de Benoît Jacquot
- 2018 : Un peuple et son roi de Pierre Schoeller
- 2019 : L'Adieu à la nuit d'André Téchiné
- 2021 : Albatros de Xavier Beauvois
- 2022 : De grandes espérances de Sylvain Desclous
- 2022 : La Syndicaliste de Jean-Paul Salomé
- 2023 : Une zone à défendre de Romain Cogitore
- 2023 : Les Rois de la piste de Thierry Klifa
- 2024 : La Vallée des fous de Xavier Beauvois

## Prix et nominations
- Césars 2007 : César de la meilleure photographie pour Lady Chatterley de Pascale Ferran.
- Césars 2012 : nomination au César de la meilleure photographie pour L'Exercice de l'État de Pierre Schöller
- 2012 : nommé chevalier de l'Ordre des arts et des lettres
- 2019 : nomination aux Lumières de la Presse internationale de la meilleure photographie pour Un peuple et son roi